# Fernando Muscat
Fernando Muscat García (Tobed, 13 agosto 1911 – Barcellona, 20 ottobre 2000) è stato un cestista spagnolo.

## Carriera
In carriera ha militato nel Laietá fino al 1941. Il 15 aprile 1935 fu tra i cestisti che disputarono la prima partita della storia della nazionale di pallacanestro della Spagna. Prese poi parte alla prima edizione degli Europei, conquistando la medaglia d'argento. Con la "Roja" ha collezionato in totale 3 presenze.